# 오쿠보정 (도쿄부)
오쿠보정(일본어: 大久保町)은 도쿄부 도요타마군에 일찍이 존재했던 정이다. 현재의 도쿄도 신주쿠구에 해당한다.

## 역사
- 1889년 5월 1일 - 정촌제 시행에 의해 미나미도시마군 오쿠보촌이 성립하였다.
- 1896년 4월 1일 - 히가시타마군과 합병해 도요타마군이 되었다.
- 1912년 12월 1일 - 오쿠보촌이 정으로 승격해, 오쿠보정이 되었다.
- 1932년 10월 1일 - 도쿄시에 편입되어 소멸하였다, 이후 요도바시구의 일부가 되었다.

## 교통

### 철도
- 철도성
  - 주오 본선
  - 야마노테선

## 참고문헌
- 斎藤長秋 編「巻之四 天璣之部 大久保の映山紅」『江戸名所図会』 2巻、有朋堂書店〈有朋堂文庫〉、1927年、472-473頁。NDLJP:1174144/241。

## 관련서적
- 東京市臨時市域擴張部 『豊多摩郡大久保町現状調査』 1931年

## 같이 보기
- 오쿠보 (신주쿠구)